# Bărbații (film din 1973)
Bărbații (în armeană Տղամարդիկ, transliterat: Tghamardik, în rusă Мужчины, transliterat: Mujcinî) este un film de comedie armean sovietic din 1973, un lungmetraj co-scris și regizat de Edmond Keosaian. Filmul a devenit unul dintre cele mai cunoscute filme armene din perioada sovietică târzie, iar astăzi, o statuie a celor patru personaje principale ale sale se află în centrul Erevanului.
A fost filmat la Studioul de Film Armenfilm în 1972 și a avut premiera la 17 septembrie 1973 la Moscova.

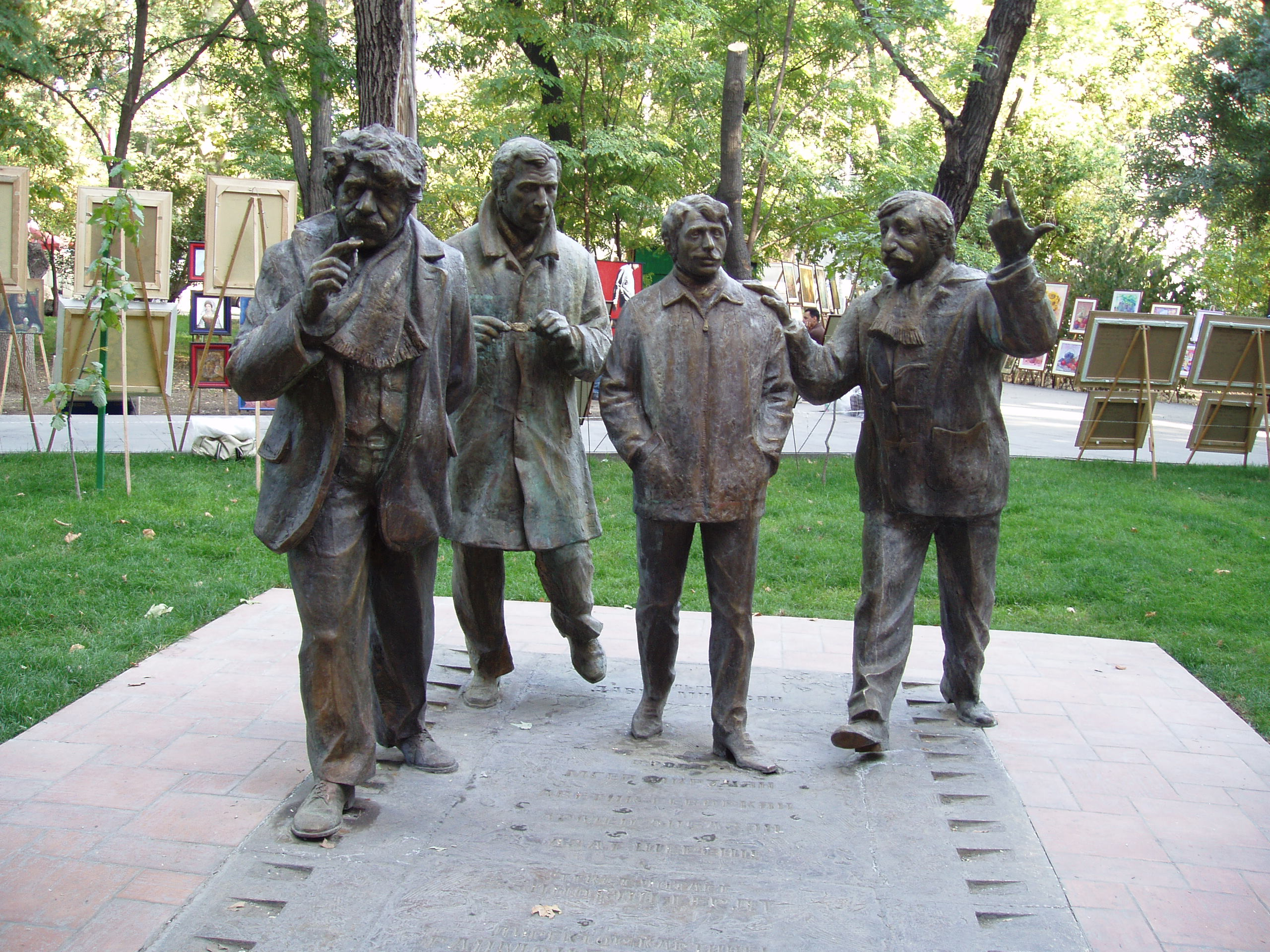
Statuie din Erevan dedicată filmului

## Prezentare
Patru prieteni - Vazgen, Sako, Suren și Aram - locuiesc în Erevan unde lucrează ca taximetriști. Într-o zi, Aram, cel mai umil și mai timid din întreaga companie, se îndrăgostește fără speranță de o frumoasă fată pe nume Karine. Văzând suferința prietenului lor, ceilalți trei își folosesc toată inventivitatea și ingeniozitatea lor pentru a face ca fata să-i dea atenție lui Aram.

## Distribuție
- Armen Djigarhanean ca Ghazaryan
- Mher Mkrtchyan ca Suren
- Azat Sherents ca Vazgen
- Avetik Gevorkyan ca Aram
- Armen Ayvazyan ca Sako
- Alla Tumanian - Karine
- Laura Gevorkyan ca Mrs. Ghazaryan
- Valentin Podpomogov ca tată al mai multor copii
- Serge Potikyan ca milițian
- Rafael Kotanjyan ca Levon
- K. Khandanyan ca Anush
- Artur Sahakyan ca Samvel

Sculptorul armean Ervand Kochar a jucat în acest film (ca Yervand Kochar).

## Lansare
A fost lansat în anul 1973 și a avut parte de succes comercial, fiind vizionat de 9,8 milioane de spectatori în cinematografele din Uniunea Sovietică.

## Primire
Filmul a fost unul dintre cele mai cunoscute filme armene din perioada sovietică târzie. În 2007, la Erevan a fost ridicat un monument cu cei patru eroi ai filmului Bărbații, personaje interpretate de actorii Mher Mkrtchyan, Avetik Gevorkyan, Armen Ayvazyan și Azat Sherents. Statuia din bronz are același nume ca filmul care a inspirat-o și a fost creată de artistul David Minassian.

## Galerie de imagini

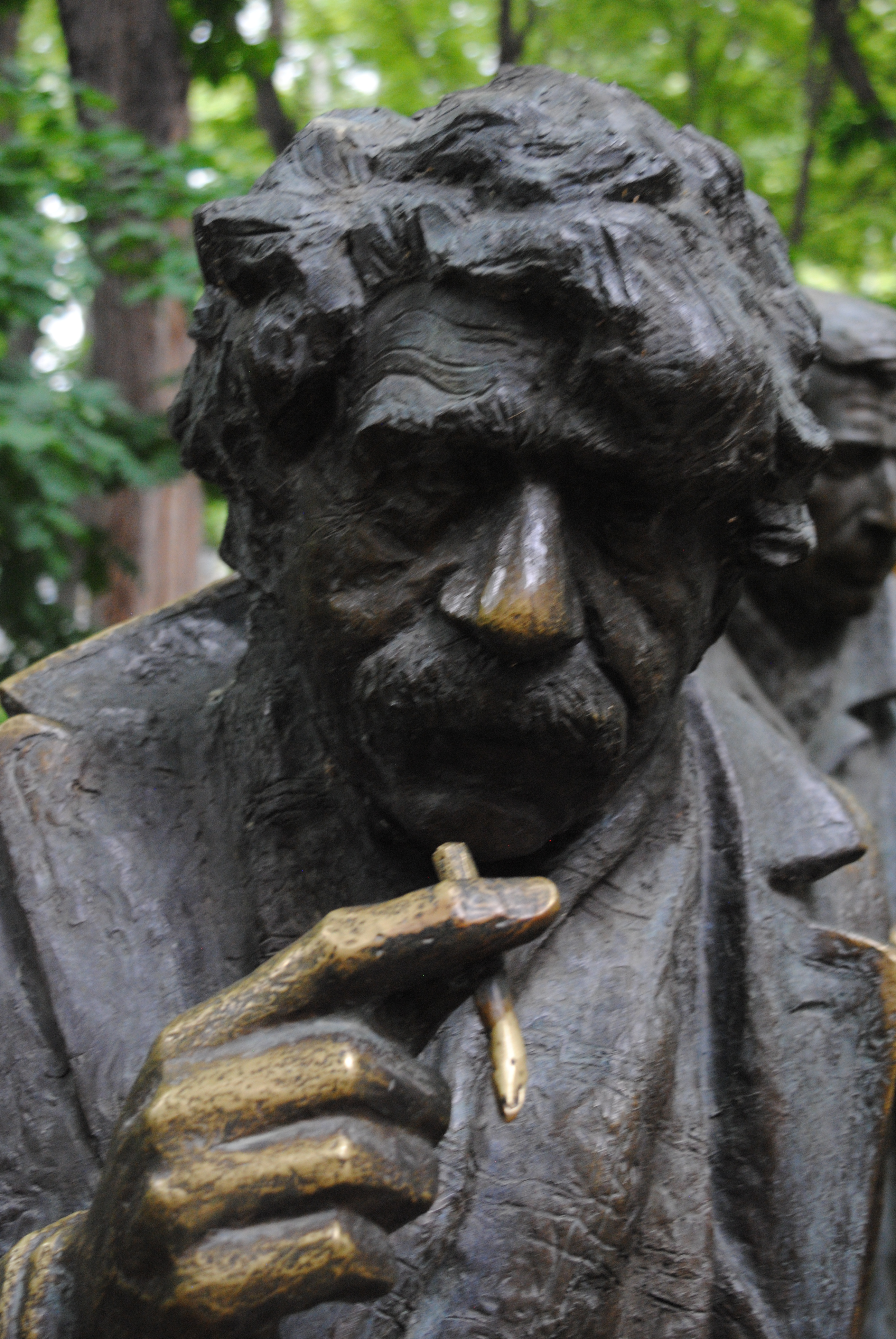
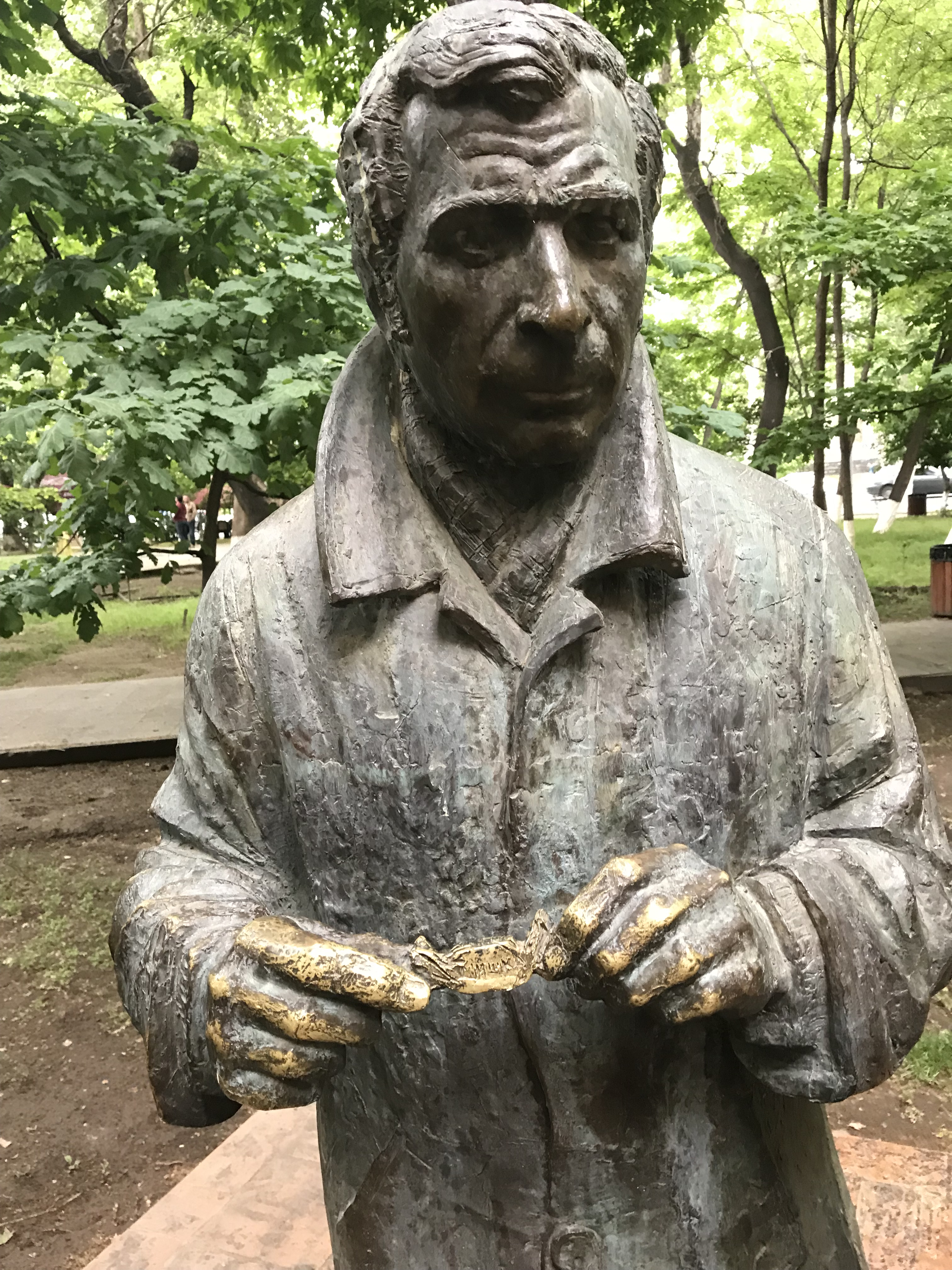
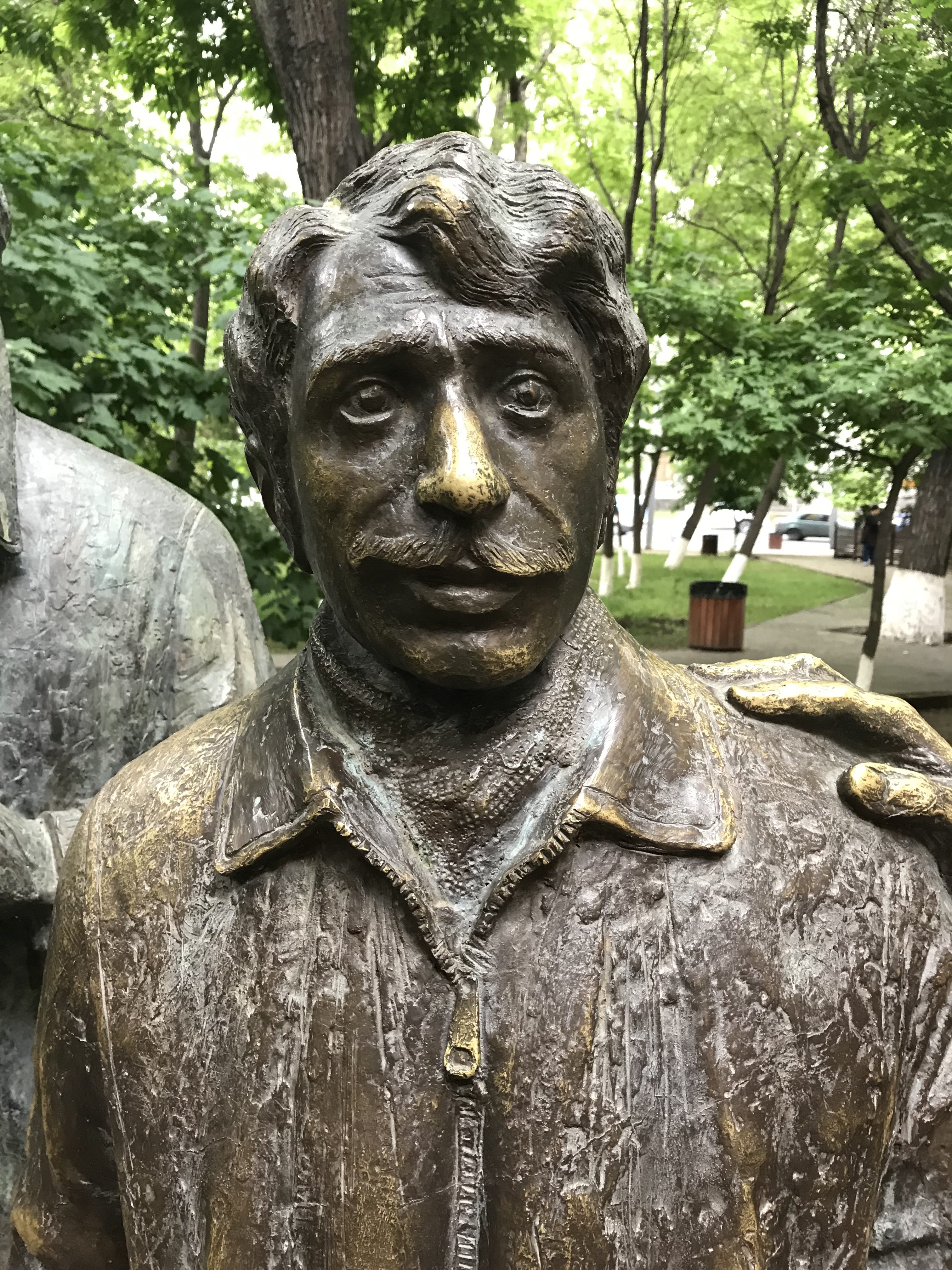
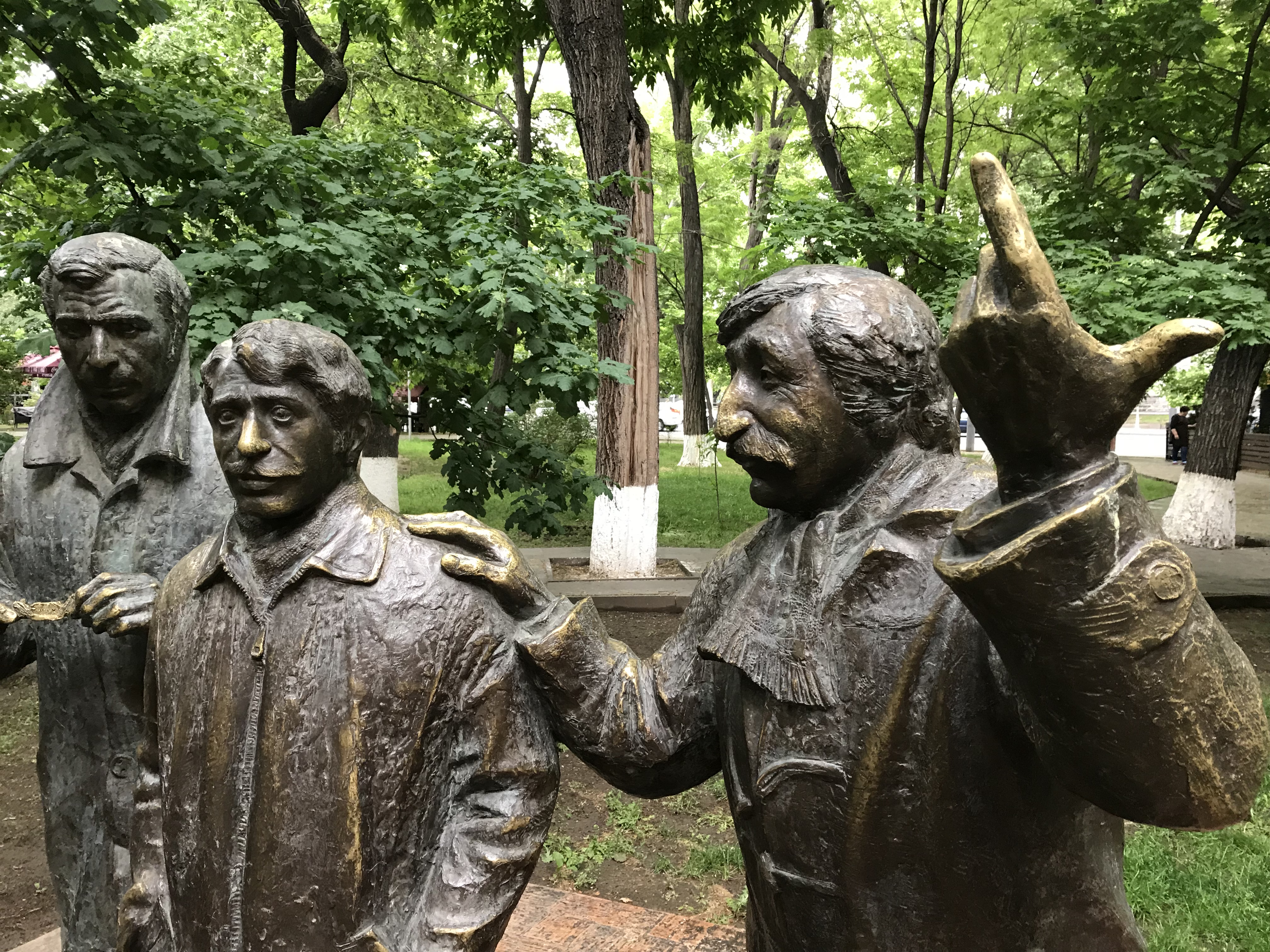

## Legături externe
- Bărbații la Internet Movie Database

## Vezi și
- Listă de filme străine până în 1989